# Daredevil: Born Again (stripverhaal)
Daredevil: Born Again is een Amerikaans stripverhaal uit 1986 uit de reeks van superheld Daredevil. Born Again werd geschreven door Frank Miller en getekend door David Mazzucchelli, en is een van de populairste Daredevil-stripverhalen. In 2001 eindigde Born Again op de 11de plaats in de verkiezing van de beste comic van Marvel.
Naast Daredevil verschijnen in Born Again ook Kingpin, Captain America, Iron Man, Thor en Nuke.

## Verhaal
Karen Page is de gewezen secretaresse van Nelson & Murdock, een advocatenbureau van Matt Murdock en Foggy Nelson. Matt is tevens Daredevil, een blinde superheld. Karen is aan lager wal geraakt en heeft de ware identiteit van Daredevil onthuld. Ze heeft deze belangrijke informatie verkocht aan Kingpin, een misdaadbaas en de grootste vijand van Daredevil.
Matt is de dagelijkse sleur moe. Hij jaagt zijn vriendin Glori in de handen van Foggy en bovendien kan hij niet langer aan het geld op zijn bankrekening. Daarnaast moet Matt ook voor de rechter verschijnen, maar ditmaal niet als advocaat. Hij wordt ervan verdacht een getuige omgekocht te hebben, althans dat beweert niemand minder dan Nicholas Manolis, de eerlijkste agent uit New York. Matt raakt steeds dieper in de problemen: zijn liefde, zijn reputatie, zijn geld, ... alles lijkt hij te verliezen. Wat Matt niet weet is, is dat Kingpin achter dit alles zit. De struise misdaadbaas doet er alles aan om Matt te kraken. Matt sluit zich op in een kleine motelkamer en draait door. Hij lijkt gek te worden en is bereid tot het uiterste te gaan om Kingpin te vermoorden. Hij zoekt de misdaadbaas op, maar is te zwak om hem iets aan te doen. Kingpin wint de confrontatie en stopt Matt in een taxi, die vervolgens in een rivier wordt gedumpt. Matt kan net op tijd ontsnappen en dwaalt verder door naar Hell's Kitchen, de gevaarlijkste buurt van de stad.
Ben Urich is een reporter en een van de weinige personen die nog gelooft in de onschuld van Matt. Maar terwijl Urich probeert om zijn krant achter de hele zaak te krijgen, wordt zowel hij als zijn echtgenote met de dood bedreigd. Matt staat er dus alleen voor. Hij vindt onderdak in een kerk en vermoedt dat de non die hem helpt, zijn moeder is.
Kingpin is ondertussen te weten gekomen dat Matt nog leeft. Hij doet er alles aan om Daredevil uit te dagen. Zo laat hij een gek, verkleed als Daredevil, mensen vermoorden. Maar Matt grijpt tijdig in en neemt het kostuum van de gek in beslag. Matt kleedt zich om en verandert terug in Daredevil. Voor zijn aartsrivaal is dat het teken om de grote middelen in te zetten. Kingpin spreekt zijn connecties bij het Amerikaanse leger aan en roept de hulp in van Nuke, een doorgedraaide soldaat met de Amerikaanse vlag op zijn gelaat getatoeëerd. Nuke wordt naar Hell's Kitchen gestuurd en bombardeert in z'n eentje de hele buurt. Daredevil lijkt de strijd te verliezen, maar net op tijd dagen de Avengers op. Nuke wordt opgepakt en Captain America uit zijn ongenoegen. Captain America, zelf een supersoldaat, begrijpt niet dat Nuke zoveel mensenlevens op het spel heeft gezet. Wat later ontdekt hij dat Nuke een gevolg is van "Project Rebirth", hetzelfde project dat Steve Rogers destijds in Captain America veranderde.
Wanneer Nuke ontsnapt, is Captain America vastberaden hem tegen te houden. Maar het lukt hem niet, zonder de hulp van Daredevil. Nuke raakt zwaargewond en Daredevil probeert hem naar een ziekenhuis te brengen. Wanneer Nuke plots sterft, besluit Daredevil naar de redactie van Ben Urich te rijden. Daar levert hij het lichaam van Nuke af als bewijs dat Kingpin zelfs in de top van het Amerikaanse leger connecties heeft. Kingpins reputatie wordt in de weken nadien door de media volledig vernield. Hij hoeft echter niet naar de gevangenis en bereidt zijn volgende wraakactie voor.

## Analyse

### Thema

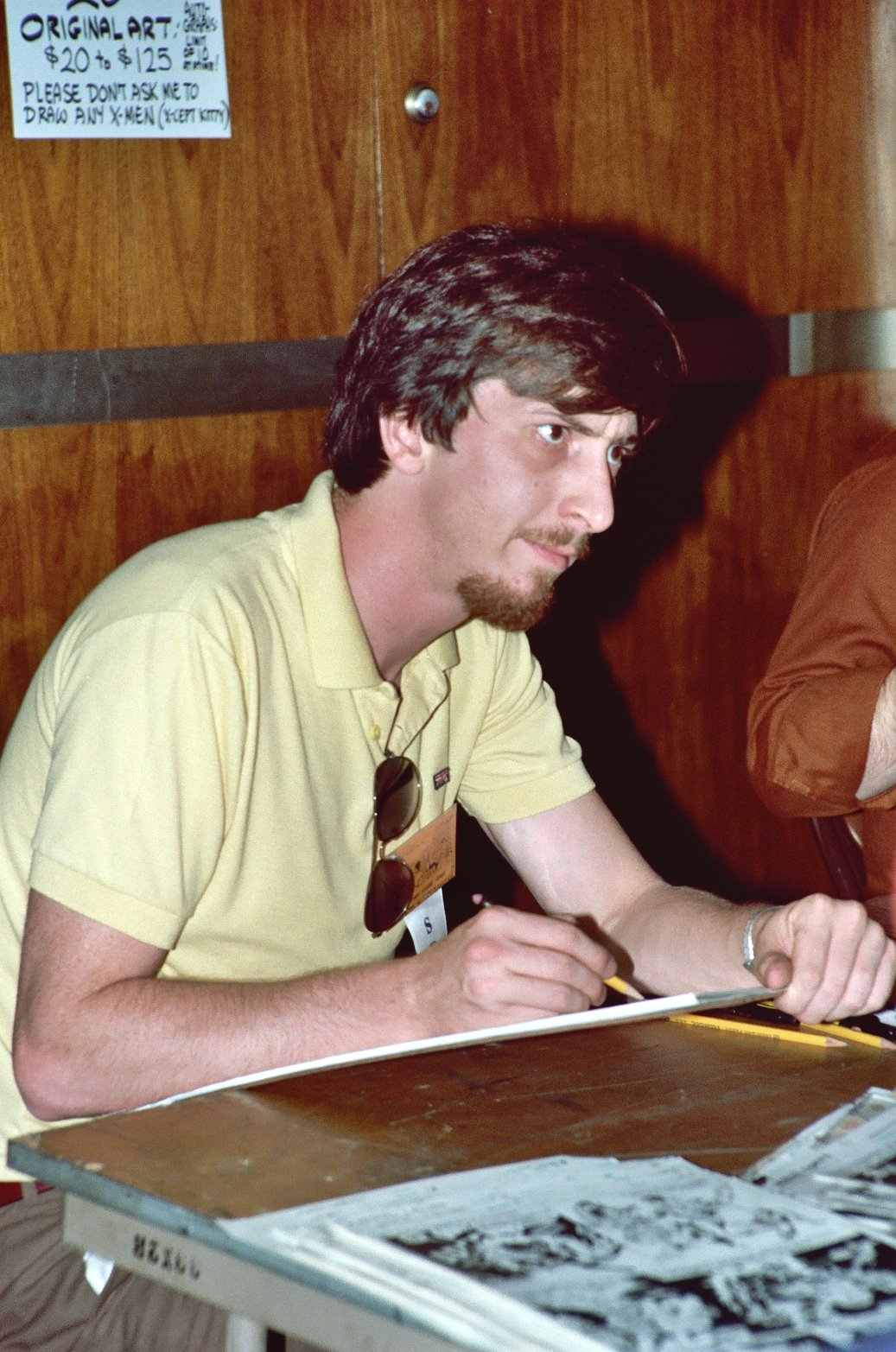
Frank Miller gedurende de jaren 80.

Het hoofdthema van Born Again is integriteit. Matt Murdock wordt voortdurend door Kingpin getest. Hij is het slachtoffer van corruptie en mensen wier eerlijkheid niets voorstelt. Schrijver Frank Miller maakte van Matt een eerlijke man, maar ook een man met grenzen. Zodra die grenzen door Kingpin werden overschreden, kraakte ook Matt. Miller koos bewust voor een menselijke weergave van de superheld Daredevil, daarom ook dat Matt Murdock in een groot deel van de strip zonder kostuum te zien is. Matt wint de strijd met Kingpin uiteindelijk louter op wilskracht.

### Politieke commentaar
In Born Again verschijnen twee supersoldaten, beiden een resultaat van het militaire "Project Rebirth". De ene is Steve Rogers, beter bekend als Captain America. Hij is een soldaat van de oude stempel. Hij draagt vaderlandsliefde hoog in het vaandel. Hij verdedigt zijn land en, zoals hij zelf letterlijk zegt, de American Dream. Hij wordt voorgesteld als een oude man, die met zijn gedateerde normen en waarden in de samenleving zijn draai niet meer vindt.
Nuke is de andere supersoldaat. Hij loopt rond met een naakte borstkas en zware wapens. Hij is een Rambo-figuur en lijkt bol te staan van de adrenaline. Hij is een fanatiekeling, die alle normen en waarden aan de kant schuift om zijn doel te bereiken. Hij is het tegenbeeld van Captain America, maar tevens een duidelijke verwijzing naar een beeld dat gedurende de jaren 1980 erg leefde onder de Vietnamveteranen. In de periode dat Ronald Reagan president was van de Verenigde Staten kenden erg mannelijke personages als Dirty Harry, Rambo en John McClane een enorme populariteit. Nuke was Frank Millers kritische kijk op deze macho-Amerikanen.